# Kiss Me thru the Phone
Kiss Me Thru The Phone è una canzone del rapper statunitense Soulja Boy Tell'em, rilasciata il 27 novembre 2008 come secondo singolo del suo album iSouljaBoyTellem. È stato il singolo più venduto dell'album. La canzone, vede la collaborazione del cantante statunitense Sammie.
La canzone, ha raggiunto la posizione numero 3 della Billboard Hot 100, la posizione numero 1 della Billboard Hot Rap Songs, la posizione numero 1 della Bubbling Under R&B/Hip-Hop Singles ed è arrivata tra le prime 10 posizioni anche in Canada, in Nuova Zelanda e nel Regno Unito.
Kiss Me Thru The Phone, è stato l'ottavo singolo più venduto del 2009 con più di 5 milioni di copie vendute in tutto il mondo, cifre che, ad oggi, lo rendono uno dei singoli più venduti di tutti i tempi. Dopo Crank That, è il singolo di maggior successo di Soulja Boy Tell'em.
La canzone, non presenta dei remix ufficiali, ma diversi artisti, quali Pitbull, De La Ghetto, Karina Pasian, Jasmine Villegas e Chingo Bling, hanno creato delle loro versioni alternative.

## Videoclip
Il video musicale, è stato girato il 6 dicembre 2008 a New Orleans, in Louisiana e due giorni dopo ad Atlanta, in Georgia, nella residenza di Kelley. Il video, mostra la vita quotidiana di Soulja Boy Tell'em e della sua fidanzata che gli manda un bacio in videomessaggio attraverso un iPhone.
Nel video, oltre a Soulja Boy Tell'em e Chris Brown, figurano anche Arab, Ja-Bar, Miami Mike, Vistoso Bosses, Vanessa Simmons e Dennis Rodman.
Il videoclip, è stato presentato in anteprima il 15 dicembre 2008, un giorno prima dell'uscita dell'album. Il video, ha raggiunto la posizione numero 1 su BET 106 & Park e la posizione numero 16 su BET's Notarized: Top 100 Videos of 2009 countdown.

## Classifiche
| Classifica (2008-2009)                 | Posizione più alta |
| -------------------------------------- | ------------------ |
| Australia (ARIA)                       | 16                 |
| Belgio (Ultratop 50 Singles Fiandre)   | 39                 |
| Canada (Billboard Canadian Hot 100)    | 10                 |
| Europa (Eurochart Hot 100 Singles)     | 14                 |
| Francia (SNEP)                         | 16                 |
| Irlanda (IRMA)                         | 11                 |
| Nuova Zelanda (RIANZ)                  | 2                  |
| Republica Ceca (Radio Top 100)         | 15                 |
| Slovacchia (Radio Top 100)             | 45                 |
| Svezia (Sverigetopplistan)             | 32                 |
| UK Official Singles Chart              | 6                  |
| U.S. Billboard Hot 100                 | 3                  |
| U.S. Pop Songs (Billboard)             | 5                  |
| U.S. Hot R&B/Hip-Hop Songs (Billboard) | 4                  |
| U.S. Hot Rap Songs (Billboard)         | 1                  |